# 2009 új világörökségi helyszínei
Az UNESCO Világörökség Bizottsága a 2009. június 22-30. között Sevillában megtartott 33. ülésszakán az alábbi helyszíneket nyilvánította a világörökség részévé:
| | Stoclet-ház |
| Belgium |             |
| Kulturális (I)(II) |             |
| Védett terület: 0,86 ha, puffer zóna: 25 ha, hivatkozás: 1298 |             |
| A brüsszeli Stoclet-ház 1905 és 1911 között épült Josef Hoffmann osztrák építész tervei alapján. A ház tulajdonosa a gazdag bankár és műpártoló Adolphe Stoclet volt.[1] A ház külső és belső kialakításának harmóniája miatt ezt tartják Hoffman főművének. A tervező gyakorlatilag korlátlan költségvetéssel gazdálkodott és szabad kezet kapott. A ház belső berendezésének értékét jelenleg 30 millió euróra becsülik, ebben olyan világhíres alkotók munkája is benne van mint Gustav Klimt. Az építéshez használt anyagok kiváló minőségűek voltak, a díszítéshez bőségesen alkalmaztak márványt, bronzot, és rezet. A tervező az épületben megvalósíthatta álmát, a vizuális művészetek és az építészet harmonikus ötvözését. Egykori tulajdonosa rajongott az épületért, a házat és a kertet azóta sem alakították át. Az építész és a művészek összehangolt munkájának eredményeként a Stoclet-ház az Art déco és a modernizmus előhírnökének tekinthető. |             |

| | Loropeni romjai |
| Burkina Faso |                 |
| Kulturális (III) |                 |
| Védett terület: 1,11 ha, puffer zóna: 278,4 ha, hivatkozás: 1225 |                 |
| Az ország déli részén, a ghánai, togoi és elefántcsontparti határ közelében elterülő világörökségi helyszínhez egy hat méter magas fallal körülvett erődített település maradványai tartoznak, amely fontos szerepet játszott a Szahara térségének aranykereskedelmében. Az épületkomplexum összesen tíz erődítményből áll, amelyek a kutatások eredményei szerint legalább ezer évesek. Az épületegyüttest feltételezhetően a kulango vagy a loro nép emelte, és egy megközelítőleg száz erődöt magába foglaló épületlánc részeként hasznot húzott a Szaharán át folyó észak déli irányú aranyszállításból, amely összekötötte a földközi-tengeri aranyvásárlókat a sivatagtól délre fekvő bányákkal. A terület valószínűleg az Atlanti-óceán térségével is szoros kapcsolatban állt. Loropéni feltételezhetően nagy befolyással bírt az aranykereskedelem 14. és 17. század közötti virágkorában. Eddig a területnek csak egy részén végeztek tervszerű feltárásokat, ezért az épületegyüttes történetéről csak részleges információink vannak. Feltételezhető, hogy az évszázadok alatt többször is elnéptelenedett, majd a 19. században végleg sorsára hagyták. |                 |

| | Watt-tenger |
| Dánia, Hollandia és Németország közös világörökségi helyszíne |             |
| Természeti (VIII)(IX)(X) |             |
| Védett terület: 1 143 403 ha, hivatkozás: 1314 |             |
| A tenger része a világ legnagyobb összefüggő árapálysíkságjának, amely Európa északnyugati partvidéke és a Fríz-szigetek között terül el. Tágabb értelemben véve a hollandiai Den Heldertől Németország északnyugati partjain át a dániai Esbjergig húzódó watt-típusú tengerpartokat is a Watt-tengerhez sorolják. Hossza mintegy 500 kilométer. A tengerparti sávot kiterjedt fövenyes partok, homokdűnék, tengerifű-telepek és iszapos lapályok jellemzik, és körülbelül tízezer növény- és állatfaj élőhelyét biztosítják. A területen minden évben több millió vándormadár talál magának pihenőhelyet. Az utolsó jégkorszakot követően keletkezett legfeltűnőbb tájeleme a Nyugati-Fríz-szigetek öt tagja. Az itt jelenlévő ökoszisztéma árapályon alapul, a tenger drámai szintkülönbségeket produkál. Ez az egyik utolsó érintetlen ökoszisztéma Európa északi partvidékén. Különlegessége abból is áll, hogy szinte teljesen árapálysíkság nagyon kevés folyóvízi hatással. A veszélyeztetett tengeri állatok közül megtalálható itt a borjúfóka, a kúpos fóka és a barna delfin. |             |

| | 9. A Csoszon-dinasztia királysírjai |
| Dél-Korea |                                     |
| Kulturális (III)(IV)(VI) |                                     |
| Védett terület: 1 891,2 ha, puffer zóna: 4 660,1 ha, hivatkozás: 1319 |                                     |
| A helyszínen a negyvenkét királysír közül negyven tartozik, amelyek összesen tizennyolc helyen találhatók. A műemlékegyüttesek a koreai építészet jelentős állomásai. A sírok 1408 és 1966 között épültek a fengsuj koreai változata a phungszu elvei alapján. A halottakat arccal dél felé a hegynek háttal temették el. A temetkezésekhez mindig szép tájakat választottak, úgy vélték a dombok és a hegyek védelmezik az elhunytat. A síremlékek kialakításakor nagy szerepet kapott az ősök tisztelete, szertartási terület, faoltár, kapuzat és kiszolgáló épületek tartoztak hozzájuk, közelükben embereket, állatokat ábrázoló kőszobrokat állítottak fel. A 14. és a 20. század között uralkodó dinasztia sírhelyei az ősök előírásos, rituálészerű imádásának a színhelyei is. |                                     |

| | Pontcysyllte vízvezeték és csatorna |
| Egyesült Királyság |                                     |
| Kulturális (I)(II)(IV) |                                     |
| Védett terület: 105 ha, puffer zóna: 4 145 ha, hivatkozás: 1303 |                                     |
| A vízvezeték lényegében az Ellesmere Csatorna vizét vezeti át a Dee folyó völgye felett. A vízvezetéket az ipari forradalom idején fejezték be, építése során innovatív módon alkalmazták az öntött és kovácsolt vasat, amelyet aztán széles körben másoltak a világon. A világörökségi helyszín a Wales északnyugati részén található csatorna egy 18 kilométeres szakaszára terjed ki, benne a Pontcysylife vízvezetékkel, a Chirk vízvezetékkel és alagúttal. A 307 méter hosszú 38 méter magas Pontcysylife vízvezeték az ország legnagyobb ilyen létesítménye. A kő- és öntöttvas szerkezetek kombinációját alkalmazó építmény, az ipari forradalom bravúros építészmérnöki alkotása a 19. század első éveiben készült el. Tetején egy vízzel teli öntöttvas vályú, egy vontatósáv – amelyen egykor lovak húzták a csónakokat – és egy korlát található. A vízvezeték különlegessége, hogy a vízelvezetést zsilipek használata nélkül oldották meg. Az ilyen csatornahidakat a terep szintkülönbségeinek áthidalására építették, a vizet elvezető csatornát pilléres boltívek sorozata tartja. |                                     |

| | Sustar történelmi hidraulikus vízrendszere |
| Irán |                                            |
| Kulturális (I)(II)(V) |                                            |
| Védett terület: 240,41 ha, puffer zóna: 1 572,2 ha, hivatkozás: 1315 |                                            |
| Sustár vízhálózata már az ókorban is lehetővé tette, hogy félsivatagos területen is település alakuljon ki. A város hidraulikus csatornarendszerét feltehetően az i. e. 5. században építették ki, jelenlegi formája az i. e. 3. századból származik. Egyes részei azóta is változatlan állapotban használatban vannak. A vízrendszer különböző vízmérnöki technikák ötvözete, elámi, mezopotámiai, nabateus, római és szafavida hatás figyelhető meg rajta. Segítségével a Karum folyó vizét hatalmas területekre juttatták el a városba és a környező földekre. Egy föld alatti csatornahálózat a közlekedő edények elve alapján osztotta szét a vizet, az évszázadok alatt a rendszer malmokkal, hidakkal, mesterséges vízesésekkel bővült. A folyó vizét a város két oldalára vezették el, az így kialakult vizesárkokat védelmi célokra is használták, hidakkal, kapukkal egészítették ki. |                                            |

| | Vutaj-hegy |
| Kína |            |
| Kulturális (II)(III)(IV)(VI) |            |
| Védett terület: 18 415 ha, puffer zóna: 42 312 ha, hivatkozás: 1279 |            |
| A Sanhszi tartományban fekvő Vutaj-hegy öt lapos, teraszos csúcsával a buddhizmus négy kínai szent hegyének egyike. Az első buddhista szerzetesek már időszámításunk kezdete előtt megjelentek a területen. A hegy több mint ezer éven keresztül császári védelem alatt állt, völgyeiben az i. sz. 1. század és 20. század között száz kolostornál is többet építettek. Az itteni épületek komoly hatást gyakoroltak az ország palota- és templomépítészetére. Egyikük, a 10. század közepén épült Foguang-templom Kína egyik legrégebbi faépítménye. A hagyomány szerint a hely a buddha egyik tanítványának Mandzsusrínak, a bölcsesség bódhiszattvájának, a megvilágosodottnak a lakhelye, kultuszának központja. Csak az ő tiszteletére 53 kolostort illetve templomot emeltek a területen. Az évszázadok során a tájat a kolostorok mellett szobrokkal, sztélékkel, valamint színes imazászlókkal díszítették. Az épületeken nyomon követhető a buddhista építészet fejlődésének minden szakasza. A hegycsúcsokon kívül a táj jellegzetességei a havas hegycsúcsok, a fenyőerdők és mezők, amelyek az épített örökséggel együtt a 17. század óta gyakran megjelennek művészi alkotásokon is. |            |

| | Szulajman-hegy |
| Kirgizisztán |                |
| Kulturális (III)(VI) |                |
| Védett terület: 112 ha, puffer zóna: 4 788 ha, hivatkozás: 1230 |                |
| Az iszlám és korábbi vallások által szent hegyként tisztelt Szulajman-hegy a selyemút egyik fontos csomópontjánál fekszik, Os város közelében emelkedik ki a termékeny Fergana-völgyből. Os a középkorban összekötő szerepet játszott Afrika, Ázsia és a Mediterrán térség között. A hegy több mint ezerötszáz éve zarándokhely, csúcsai és lejtői ősi kultikus helyeket és sziklavésetekkel díszített barlangokat rejtenek. A kultikus helyek közül tizenhét ma is használatban van, ezeket gyalogösvények kötik össze. A régészeti kutatások során a feltárt kő- és bronzkori leletek bizonyítják, hogy a terület már évezredekkel ezelőtt is fontos szerepet töltött be az itt élők életében. Igazán komoly jelentőségre a 17. században tett szert amikor a muzulmánok egyik szent helyévé vált és egy mecsetet is építettek a hegyen. Egyes barlangokban prehisztorikus sziklafestményeket és véseteket találtak, ezek embereket, állatokat és geometrikus alakzatokat ábrázolnak. A Szulajman-hegy a közép-ázsiai szent hegyek között a legjelentősebb, ahol a vallási hagyományok évezredek óta élnek, és jelenleg is erősen hatnak Közép-Ázsia nagy részére. |                |

| | Az olasz Dolomitok |
| Olaszország |                    |
| Természeti (VI)(VIII) |                    |
| Védett terület: 141 902,8 ha, puffer zóna: 89 266,7 ha, hivatkozás: 1237 |                    |
| Az Olasz-Alpok északkeleti részén elhelyezkedő Dolomitokat az egyik legszebb és legkülönlegesebb hegyvidéki tájnak tartják. 1420 négyzetkilométeren terül el, legmagasabb pontja a Marmolada hegycsoportban emelkedik 3343 méteren. A hegység kilenc térségre osztható amelynek mindegyikében változatos felszínformák találhatók. Összesen tizennégy háromezer méternél magasabb hegycsúcsa van. A Dolomitok jellegzetességei látványos mészkőalakzatai, függőleges világos hegycsúcsai, tű- és toronyszerű sziklaképződményei, keskeny, mély völgyei, sziklafalai és morénákkal teli üregei. Ezen kívül a hegyláncban gleccserek és karsztképződmények is kialakultak. Ezekből, valamint az előkerült fosszíliákból, szénrétegekből, üledékes kőzetekből rekonstruálható az itteni hegységképződés folyamata. A tájképre az ellentétek jellemzőek, a hegyek tövében törmelékhalmok állnak alattuk erdővel borított lankák és hegyi legelők terülnek el. Növényvilága változatos, eddig körülbelül kétezer-négyszáz növényfajt dokumentáltak a térségben. |                    |

| | Caral-Supe szent városa |
| Peru |                         |
| Kulturális (II)(III)(IV) |                         |
| Védett terület: 626,36 ha, puffer zóna: 14 620,3 ha, hivatkozás: 1269 |                         |
| Caral-Supe romvárosa Limától 180 kilométerre a Supe-folyó völgyében fekszik. A település a Norte Chico kultúra központja volt, és már az i. e. 3. évezredben több ezren lakták. A mezopotámiai és az egyiptomi civilizációval egyidős volt, viszont velük ellentétben elszigetelten fejlődött, és csak a közelében fekvő településekre gyakorolt hatást. A 0,7 négyzetkilométeres régészeti helyszínt 1994-ben fedezték fel. A város több kör alakú részre oszlik, amelyeket hat piramis határol. A felsővárosban álltak az uralkodó réteg lakóházai, valamint a vallási épületek, az alsóváros műhelyekből, piacterekből és szorosan egymás mellett elhelyezkedő lakóházakból állt. Az ásatások során egy amfiteátrumot és kőoszlopokat is feltártak. A bonyolult városi struktúra összetett, fejlett építészetre utal, ami egy szilárd államszervezetet tételez fel. A halomsírok, a szertartások nyomait őrző épületek egy erőteljes vallási ideológia bizonyítékai. Az egyik piramis alatt feltárt zsinórcsomó rendszer bizonyítja, hogy a csomóírást nem az inkák fejlesztették ki, hanem átvették egy korábbi kultúrától. |                         |

| | Herkules-torony |
| Spanyolország |                 |
| Kulturális (III) |                 |
| Védett terület: 233 ha, puffer zóna: 1936 ha, hivatkozás: 1312 |                 |
| A Spanyolország északnyugati részén található Herkules-torony a világ egyik legrégebbi működő világítótornya. Az egyetlen megmaradt római kori világítótorony és a legmagasabb ma is álló római építmény. Eredeti neve Farum Brigantium volt és egy olyan partszakaszon emelték ahol a hajózást veszélyesnek tartották. Az 57 méter magas szirten álló tornyot a 2. században építették és La Coruna természetes kikötőjét őrizte. Három szintje csökkenő alapterületű, teljes magassága 55 méter, teteje 242 lépcsőfokon közelíthető meg. A 18. század végén neoklasszicista stílusban felújították és két befelé szűkülő nyolcszögletű épületelemmel egészítették ki. S környéken az emberi megtelepedés különböző szakaszaiból tártak fel emlékeket. Vaskori sziklafaragványokat találtak, a föníciaiak és a kelták is spirituális jelentőségűnek tekintették a helyet. Római épületmaradványok is előkerültek és ismert egy muszlim temető is. |                 |

| | La Chaux-de-Fonds / Le Locle |
| Svájc |                              |
| Kulturális (IV) |                              |
| Védett terület: 283,9 ha, puffer zóna: 4 487,7 ha, hivatkozás: 1302 |                              |
| A Jura-hegységben fekvő két kisváros az óraiparnak köszönhetően néhány évtized alatt tett szert hírnévre és kezdett rohamosan terjeszkedni. Le Loche tekinthető a svájci óraipar bölcsőjének, azután, hogy a kézműipar a 17. században komoly fejlődésnek indult. La Chaux-de-Fonds Svájc Neuchâtel kantonjában a róla elnevezett kerület székhelye. A svájci Jura kanton legnagyobb, ezzel együtt francia Svájc harmadik legnagyobb városa. A város a tengerszint felett 1000 méteren található, így Európa legmagasabban fekvő nagyvárosa. A települések mai szerkezete a 19. században alakult ki miután elődeik tűzvészben elpusztultak. Négyzethálós alaprajzot követnek, hosszan elnyúló párhuzamos utcáik mentén új gyárakat, üzemeket és lakóházakat építettek. Ez az elrendezés kiszolgálta az óragyártás igényeit és alkalmazkodott ahhoz az átalakuláshoz amely a kézműves termelésről a gyári termelésre való áttérést jelentette a 19. század végén. La Chaux-de-Fonds és Le Loche hasonló politikai/gazdasági/társadalmi helyzetének és földrajzi közelségének köszönhetően váltak ikervárossá. |                              |

| | Cidade Velha |
| Zöld-foki Köztársaság |              |
| Kulturális (II)(III)(VI) |              |
| Védett terület: 209 ha, puffer zóna: 1796 ha, hivatkozás: 1310 |              |
| A 18. századig Ribeira Grande néven ismert Ciade Velhát portugálok alapították a 15. század közepén amikor Afrika partjait kutató útjaik során kikötöttek a szigeten. Ez volt az első gyarmatváros amit a trópusokon alapítottak. Afrikai partokhoz való közelsége miatt először központi szerepet játszott a portugál terjeszkedésben, majd a 17. században az Atlanti-óceánon keresztül lebonyolított rabszolga kereskedelem fontos állomáshelyévé vált. A település virágkora is a 17. századra esett, amikor kedvező fekvésének köszönhetően lakosai meggazdagodtak. A sziget a mérsékelt és a trópusi égöv határának közelében található ennek hatására a gyarmati mezőgazdaság új formái fejlődtek ki új növények meghonosításával. Az évszázadok során az afrikai és európai lakosok keveredése az első kreol kultúra kialakulásához vezetett. Itt található az alabástrom homlokzatáról is nevezetes Nossa Señora do Rosario-templom, ami a világ legrégebbi gyarmati temploma. A 16. század végén a város védelmére egy erődöt építettek, de ez csak 1712-ig tudta védelmezni a települést, ezután lakói elhagyták és az új fővárosba Praihába menekültek. Az elhagyott település ami jelenleg egy halászfalu ekkor kapta a Ciade Velha (Régi Város) nevet. |              |